# 헤이맨
헤이맨은 대한민국의 인디 록밴드이다. 이전 이름은 '오일밴드'였으며, 2016년 싱글 《Power Up》으로 데뷔했다.

## 방송
- 그레이트 서울 인베이전 (2022) - Top5(5위)

## 음반
- Power Up (2016)
- Prism (2017)
- 연화 (蓮花) (2018)
- Hot City (2018)
- 올댓뮤직 X 인디스땅스 2018 Vol.2 (All That Music X Indiestance 2018 Vol.2) (2018)
- 플레이어 OST Part.5 (2018)
- 플레이어 OST (2018)
- Sea you again (2019)
- 그럼에도 불구하고 (2020)
- 2019 ALL STAR 페스티벌 IN THE GALAXY (2020)
- 방-방 프로젝트 (room-room project) (2020)
- 그린플러그드 공식 옴니버스 앨범 SUM[숨∞] 열 번째 (2020)
- We know nothing (2020)
- Gatsby (2020)
- 떨고 있는 것들 (2021)
- Make a change (2021)
- 그레이트 서울 인베이전 Section 1 (2022)
- 그레이트 서울 인베이전 Section 5 (2022)
- 그레이트 서울 인베이전 Section 7 (2022)

## 공연
- 2016 오일밴드 단독콘서트 - 대구 (2016)
- 그린플러그드 서울 2017 (2017)
- 2017 지산 밸리록 뮤직앤드아츠 페스티벌 (2017)
- 헤이맨 EP [Prism] 발매기념 단독공연 (2017)
- 그린플러그드 서울 2018 (2018)
- 아이프리즘유 vol. 11 (2020)
- LIVECONNECT STAGE vol.10 헤이맨 미니 콘서트 (2021)
- 멈추지마 인디뮤직페스티벌 (2021)
- 2021 펜타포트 락 페스티벌 (2021)
- 그레이트 서울 인베이전 전국투어 콘서트 (2022)
- 그랜드 민트 페스티벌 2022 (2022)

## 수상
- 2021 팬타유스스타 대상(2021)
- 올댓뮤직X인디스땅스 우승 (2018)